# 幡多西部消防組合
幡多西部消防組合（はたせいぶしょうぼうくみあい）は、高知県宿毛市、幡多郡大月町、三原村の1市1町1村で構成する一部事務組合（消防組合）。

## 事務内容
【出典】
1. 消防事務に関すること
2. 一般廃棄物処理に関する事務（し尿処理施設の設置及び管理運営）

## 管内の現況
- 管内の人口 - 25,281人
  - 宿毛市 - 19,451人
  - 大月町 - 4,439人
  - 三原村 - 1,391人

2020年（令和2年）3月1日現在
- 管内の世帯数 - 11,700世帯
  - 宿毛市 - 8,810世帯
  - 大月町 - 2,209世帯
  - 三原村 - 681世帯

2020年（令和2年）3月1日現在
- 管内の面積 - 474.51 km2
  - 宿毛市 - 286.20 km2
  - 大月町 - 102.94 km2
  - 三原村 - 85.37 km2

2020年（令和2年）1月1日現在

## 沿革
- 1975年（昭和50年）4月1日 - 幡多西部消防組合及び消防本部が発足する[1]。
- 2007年（平成19年）4月1日 - 幡西衛生処理組合と統合する[1]。
- 2013年（平成25年）4月1日 - 消防本部・消防署庁舎を現在地（宿毛市和田1412番地1）に移転し、運用を開始する[1]。

## 消防署・分署
| 消防署     | 所在地                    | 分署                                                                                 |
| ---------- | ------------------------- | ------------------------------------------------------------------------------------ |
| 宿毛消防署 | 高知県宿毛市和田1412番地1 | 大月：高知県幡多郡大月町大字弘見2106番地1 三原：高知県幡多郡三原村大字来栖野347番地1 |

## 組織
- 消防長（消防司令長）
  - 消防次長兼宿毛消防署長（消防司令）
    - 総務係
    - 警防係
    - 予防係
    - 機械係
    - 消防係
    - 宿毛消防署
      - 総務係（本部兼任）
      - 警防係（本部兼任）
      - 予防係（本部兼任）
      - 機械係（本部兼任）
      - 消防係（本部兼任）
      - 第一分隊
      - 第二分隊
      - 大月分署
        - 総務係
        - 警防係
        - 予防係
        - 消防係
        - 第一分隊
        - 第二分隊

      - 三原分署
        - 総務係
        - 警防係
        - 予防係
        - 消防係
        - 分隊
- 事務局長（兼消防長）
  - 事務局長補佐
    - 庶務係

2019年（平成31年）4月1日現在

## 配置車両
| 配置車両   | 配置台数 |
| ---------- | -------- |
| 水槽車     | 2        |
| 救助工作車 | 2        |
| ポンプ車   | 2        |
| 指揮車     | 2        |
| 救急車     | 6        |
| その他車両 | 3        |

2019年（平成31年）4月1日現在

## 幡西衛生処理センター
幡西衛生処理センター（ばんせいえいせいしょりセンター）は、幡多西部消防組合が運営するし尿処理施設。運転管理業務は株式会社クリタスに委託している。